# Diploschistes aeneus
Diploschistes aeneus är en lavart som först beskrevs av Johannes Müller Argoviensis, och fick sitt nu gällande namn av Lumbsch. Diploschistes aeneus ingår i släktet Diploschistes och familjen Graphidaceae.   Inga underarter finns listade i Catalogue of Life.